# Українсько-албанські відносини
Українсько-албанські відносини — міжнародні відносини між Україною та Албанією.

## Історія
Під час російсько-турецьких війн 1787—1792 та 1806—1812 років окремі групи православних албанців повставали проти Туреччини та приєднувалися до російських військ. По завершенні війн, ці групи були оселені відповідно в Одесі (звідси назва вулиць Мала та Велика Арнаутська ) та в Буджаку (село Каракурт), утворивши етнічну групу українських албанців.
У 1916 році націоналісти обох країн взяли участь у конференції Союзу народів у Лозанні, у другій половині ХХ століття — входили до складу Антибільшовицького блоку народів.
4 січня 1992 року Албанія визнала незалежність України. Дипломатичні відносини між двома країнами встановлені 13 січня 1993 року.
У 2001 році Українська держава засудила (резолюція № 1345 Ради Безпеки) акти насильства, вчинені албанськими екстремістами в окремих районах Македонії та на півдні Сербії, та відправила північній Македонії для придушення албанських повстанців зброю та пілотів гелікоптерів.
У 2008 році українська організація УНА-УНСО відправила добровольців для підтримки Сербії у косовській війні проти албанських повстанців.
4 листопада 2016 року Міністр закордонних справ України Павло Клімкін перебував в Албанії з офіційним візитом, під час якого було підписано угоду про безвізовий режим між Україною і Албанією.
Під час російське вторгнення в Україну 2022 року Албанія не просто підтримала Україну, а декілька разів виступала на сесіях Генеральної асамблеї ООН з проукраїнськими ініціативами.

## Дипломатичні представництва
Дипломатичні і консульські представництва України: Посольство України в Албанії працює з 1 вересня 2020 року.
Дипломатичні і консульські представництва Албанії (до 2024 року): Посольство Албанії в Україні (за сумісництвом) з резиденцією у Варшаві (Польща). На початку 2023 року міністерка закордонних справ Албанії Ольта Джачка заявила, що Албанія планує відкрити своє посольство в Україні.
12 грудня 2024 року, Президент України Володимир Зеленський прийняв вірчі грамоти від новопризначеного посла Албанії, що означає початок його дипломатичної місії в Україні.
17 січня 2025 року у Києві відкрили посольство Республіки Албанія.

## Договірно-правова база
Кількість чинних двосторонніх документів — 14.
28 лютого 2024 року поміж Україною та Албанією укладено Договір про дружбу та співробітництво між двома країнами.
17 грудня 2024 року Президент України Володимир Зеленський підписав закон про ратифікацію Договору про дружбу та співробітництво з Албанією.
21 січня 2025 року Президент України Володимир Зеленський провів зустріч із прем’єр-міністром Албанії Еді Рамою, під час якої сторони підписали Угоду про довгострокову співпрацю та підтримку між країнами.

## Торговельно-економічне співробітництво
За січень — жовтень 2013 р. обсяг товарообігу між Україною та Албанією становив $29,0 млн (знизився у порівнянні з відповідним періодом 2012 р. на $16,8 млн), у тому числі експорт — $28,0 млн (знизився на $16,5 млн), імпорт — $1,0 млн (знизився на $0,3 млн). Позитивне для України сальдо становило $29,0 млн — проти $45,8 млн у порівнянні з відповідним періодом 2012 року.